# Åsa Larsson Blind
Åsa Larsson Blind, född 29 augusti 1980 i Rans sameby i Västerbottens län i Sverige, är en samisk politiker som sitter i  kommunstyrelsen i Kiruna som representant för Samelistan.

## Biografi
Larsson Blind är uppväxt i en renskötande familj och har en masterexamen i Human Resources Management and Development från Umeå universitet. Hon har varit medlem av Samerådet sedan 2008 och var dess ordförande 2017-2020.
År 2019 valdes hon, som första kvinna någonsin, till ordförande för  Svenska Samernas Riksförbund efter att ha suttit i förbundets styrelse 2007-2011.
Larsson Blind har suttit i styrelsen för den samiska ungdomsorganisationen Sáminuorra 2002-2007 och i Samernas utbildningscentrum i Jokkmokk 2007-2009.